# South Boston

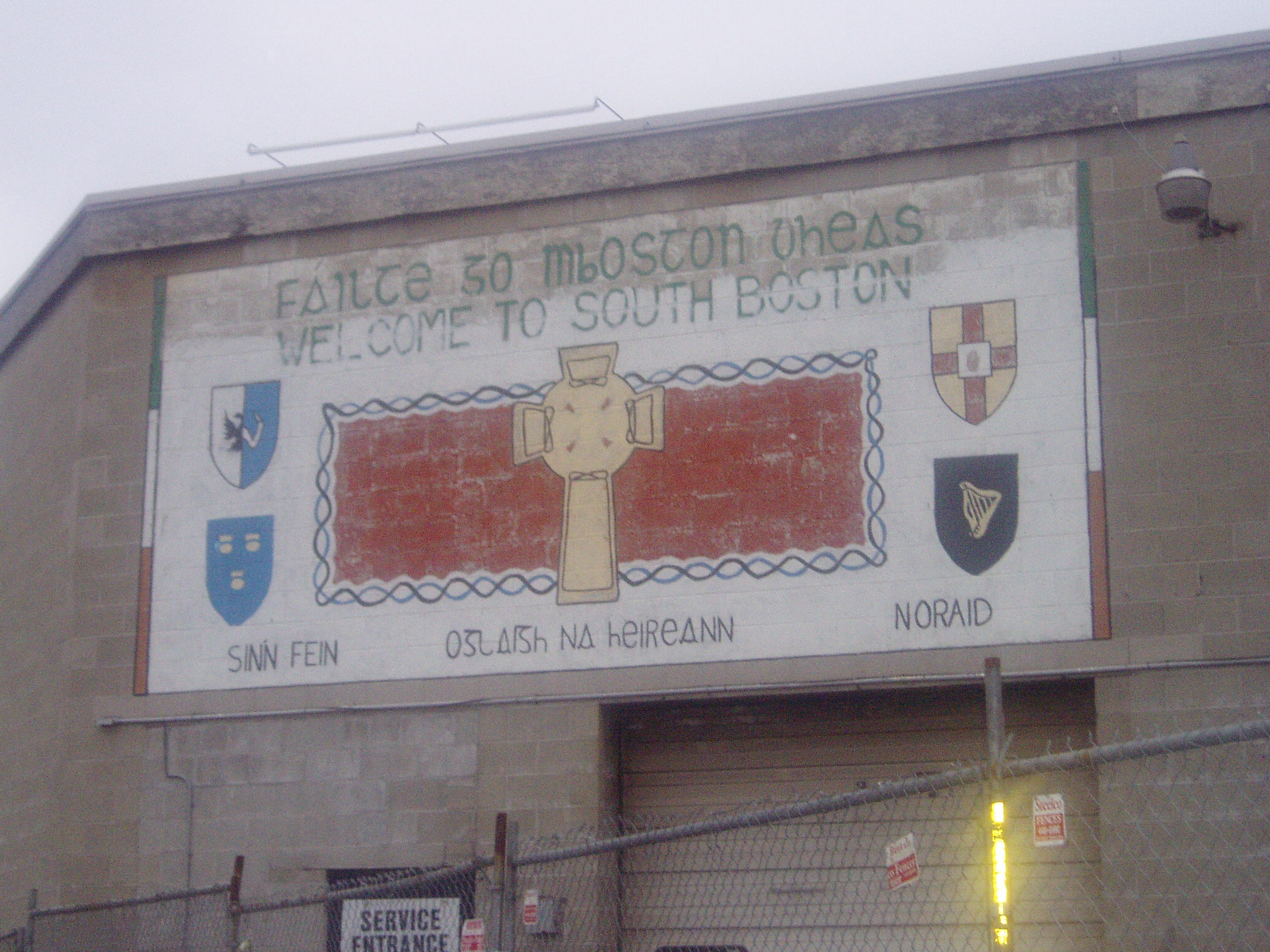
Eine ehemalige Wandmalerei in South Boston mit „Welcome to South Boston“ in Englisch bzw. „Fáilte go mBoston dheas“ in Irisch. Zu sehen ist ebenfalls ein Keltenkreuz, die Wappen der Provinzen von Irland sowie die Worte „Sinn Féin“, „Irish Republican Army“ und „NORAID“. Dieses Mural ging mit dem Abriss des zugehörigen Gebäudes verloren, um Platz für neue und hochwertige Wohnungen zu schaffen.

South Boston (Southie) ist ein dicht besiedelter Stadtteil (neighborhood) der Stadt Boston im Bundesstaat Massachusetts in den Vereinigten Staaten. Das Gebiet befindet sich südlich und östlich des Fort Point Channel und grenzt an die Dorchester Bay. Der Stadtteil ist einer der ältesten in den gesamten USA, weist eine entsprechend umfangreiche Geschichte auf und war früher als Dorchester Neck bekannt. Heute nennen ihn seine Einwohner Southie. Bekannt ist South Boston für seinen hohen Anteil an Irischamerikanern aus der Arbeiterklasse, es leben dort jedoch ebenfalls viele Polen und Litauer.
In South Boston liegt Dorchester Heights, wo George Washington die britischen Truppen während des Amerikanischen Unabhängigkeitskriegs zur Evakuierung von Boston zwang. Im Stadtteil stehen einige der ältesten Häuser der USA, zugleich jedoch zählen die Grundstückspreise heute zu den höchsten der Stadt.

## Geschichte

### Frühe Entwicklungen

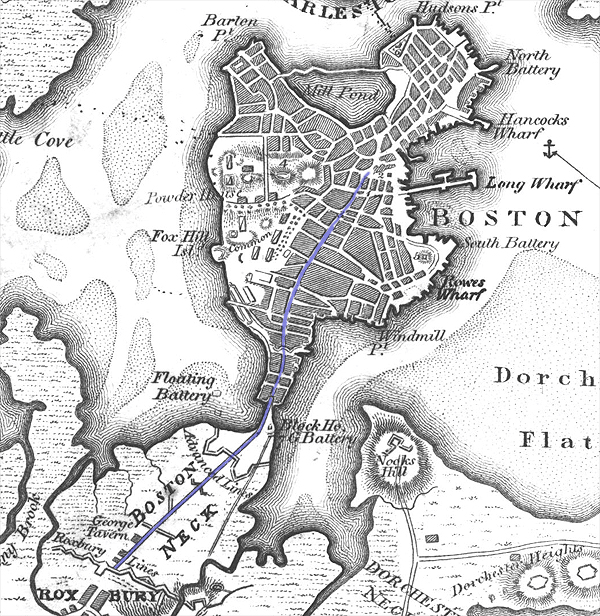
Der Dorchester Neck ist auf dieser frühen Karte von Boston unten rechts zu sehen.

Geografisch war der Dorchester Neck ein Isthmus, ein schmaler Landstreifen, der das Festland der kolonialen Siedlung Dorchester mit Dorchester Heights verband. Durch Landaufschüttung wurde die Landfläche auf der östlichen Seite signifikant vergrößert, wodurch die Verbindung zum Festland so erweitert wurde, dass South Boston davon heute nicht mehr getrennt ist. South Boston erlangte neben Dorchester eine eigene Identität, jedoch wurden beide Städte nach und nach von 1804 bis 1870 von Boston annektiert.

### Amerikanische Revolution

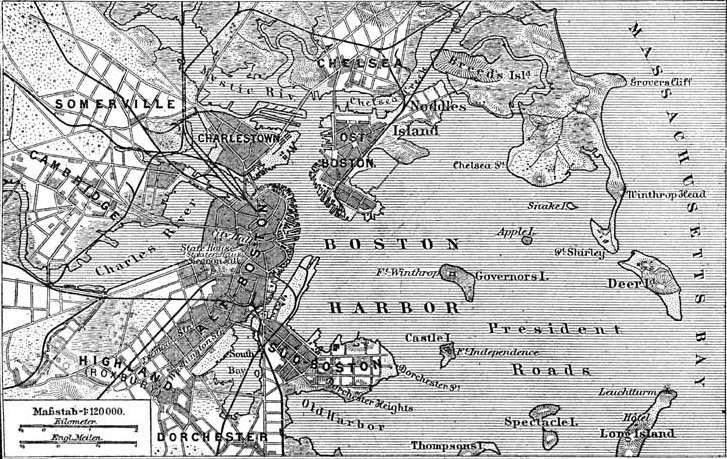
South Boston im Jahr 1888 auf einer deutschsprachigen Karte.

Während des Amerikanischen Unabhängigkeitskriegs stellte George Washington in Dorchester Heights seine Kanonen auf und zwang die britischen Truppen am 17. März 1776 zur Evakuierung von Boston. Diese ließen Boston sowie das Fort William and Mary zurück und zogen sich nach Halifax in Nova Scotia zurück. Das Fort wurde durch das heute noch auf Castle Island zu besichtigende Fort Independence ersetzt, wo unter anderem auch Edgar Allan Poe stationiert war und während dieser Zeit die Kurzgeschichte Das Fass Amontillado schrieb.

### 20. Jahrhundert
In den 1970er Jahren wurde South Boston insbesondere für seine Haltung gegen die gerichtlich angeordnete Desegregation landesweit bekannt, die durch Busing, also den Austausch von schwarzen und weißen Schülern zwischen Schulen unterschiedlicher Stadtteile mit Bussen, umgesetzt werden sollte.
In den 1990er Jahren stand der Stadtteil im Fokus eines am United States Supreme Court geführten Verfahrens, das sich mit dem Recht von Schwulen und Lesben auseinandersetzte, an der Parade am Saint Patrick’s Day teilzunehmen. Das Urteil wurde zu Gunsten der Sponsoren der Parade gefällt, indem das Gericht das Recht der South Boston Allied War Veterans bestärkte, darüber zu entscheiden, wer an ihrer jährlichen Parade teilnehmen darf. Den Fall behandelten im Jahr 1996 der in Dorchester lebende Autor Paul Walkowski und der Rechtsanwalt William Connolly in ihrem Buch „From Trial Court to the United States Supreme Court“.
In South Boston befindet sich ein Denkmal für Veteranen des Vietnamkriegs, von dem angenommen wird, dass es das erste seiner Art in den Vereinigten Staaten ist, da es 13 Monate vor dem Vietnam Veterans Memorial in Washington, D.C. errichtet und am 13. September 1981 eingeweiht wurde. Es befindet sich am Independence Square, der jedoch verbreitet M Street Park genannt wird.

### 21. Jahrhundert
In der jüngeren Vergangenheit veränderte sich der Stadtteil im Zuge stark gestiegener Grundstückspreise zum Teil sehr drastisch. Insbesondere in der Region um den City Point nahe Castle Island zählen die Grundstückspreise heute aufgrund ihrer Nähe zum Stadtzentrum und durch Gentrifikation zu den höchsten der Stadt. Von der Lage profitiert auch die westliche Seite des Stadtteils, das Lower End, wenngleich dort der Gentrifizierungsprozess langsamer verläuft. Dort befindet sich mit dem Mcallen Building auch Bostons erstes Wohngebäude, das mit dem Leadership in Energy and Environmental Design (LEED)-Award in Gold für ein ökologisch nachhaltiges Wohnkonzept ausgezeichnet wurde. Die Stadt Boston investiert auch weiterhin in diesen Bereich des Stadtteils.

### Neuentwicklung der Küstenbereiche
Der Bereich nördlich der First Street wurde von der Stadtverwaltung unter Bürgermeister Thomas Menino gemeinsam mit der Boston Redevelopment Authority (BRA) massiv umstrukturiert. Mit Stand September 2010 sollte das Projekt Seaport Square 3 Milliarden US-Dollar kosten und insbesondere Parkflächen zwischen Gerichtsgebäude und Convention Center auf einer Fläche von mehr als 585.000 m² durch gemischt genutzte Strukturen ersetzen.
Dieses früher als Seaport District bezeichnete Gebiet wurde nach fortwährenden Protesten von Indianern und Lokalpolitikern als South Boston Waterfront neu entwickelt. Durch den Big Dig wurde eine völlig neue Straßeninfrastruktur geschaffen, die unter anderem die Ansiedlung von Hotels und Bürogebäuden erlaubte. Das Boston Convention and Exhibition Center liegt an der D Street, das Seaport Hotel and Seaport World Trade Center befindet sich am Commonwealth Pier, und der Neubau des Institute of Contemporary Art ragt nördlich der Northern Avenue über den Boston Harbor.

### Religionen

#### Katholische Kirchen
- Gate of Heaven[8]
- Our Lady of Czestochowa (polnische Gemeinde der Schwarzen Madonna von Tschenstochau)[9]
- Saint Monica – Saint Augustine[10]
- Saint Peter (Litauische Gemeinde)[11]
- Saint Vincent de Paul[12]
- Saint Brigid[13]

#### Albanisch-Orthodoxe Kirchen
- Die St. George Cathedral ist die größte christlich-orthodoxe Kirche in Massachusetts und befindet sich an der Kreuzung von East- und West Broadway. Die Kathedrale ist die Kathedralkirche der Autokephalen orthodoxen Kirche von Albanien und dient als Sitz des Bischofs von Boston, Neuengland und der albanischen Erzdiözese.
- Holy Trinity
- St. John the Baptist

#### Baptistische Kirchen
- South Baptist Church an der 80 L Street[14][15]

## Kultur und Sehenswürdigkeiten

### Parks

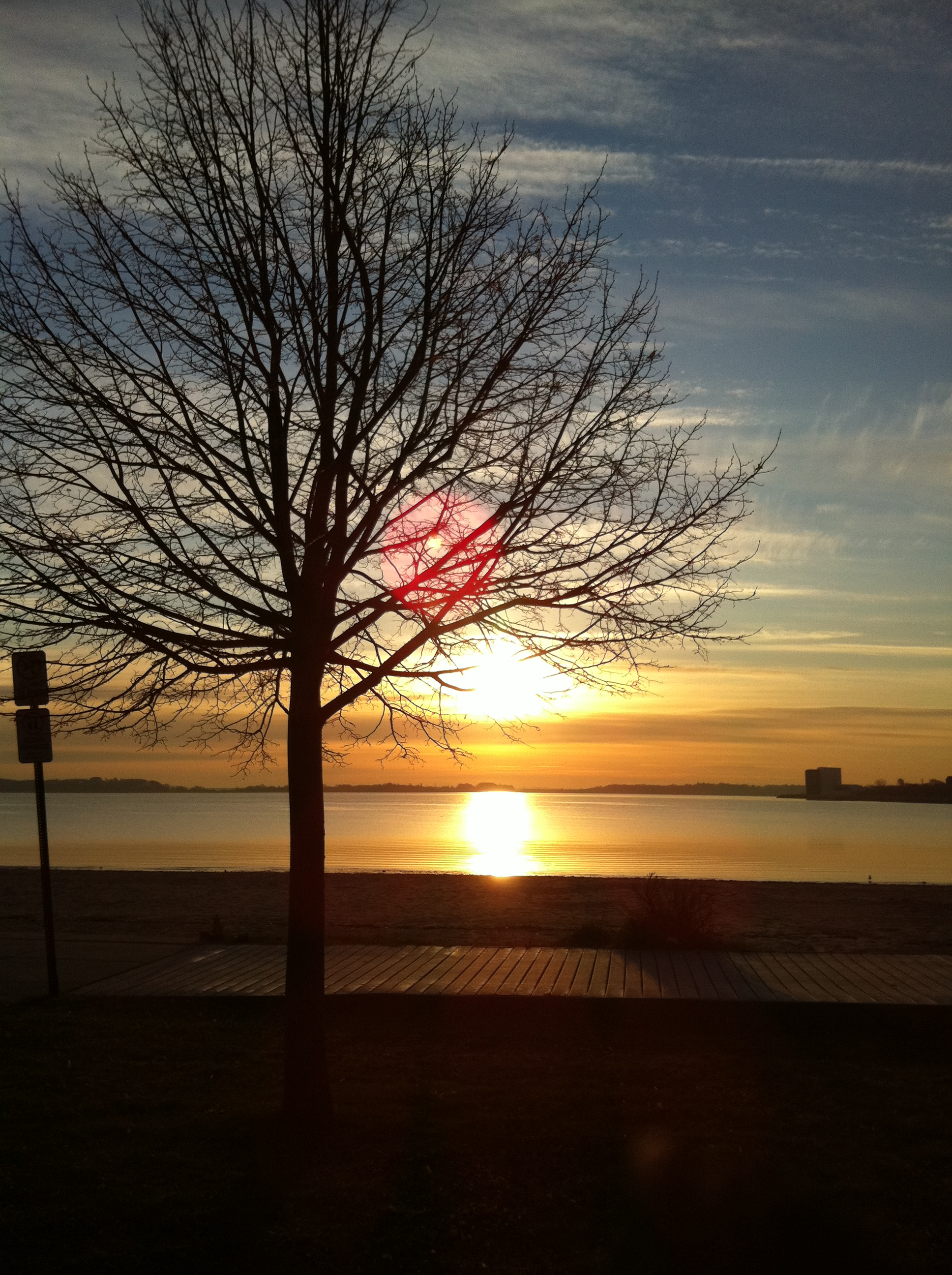
Sonnenaufgang am Carson Beach

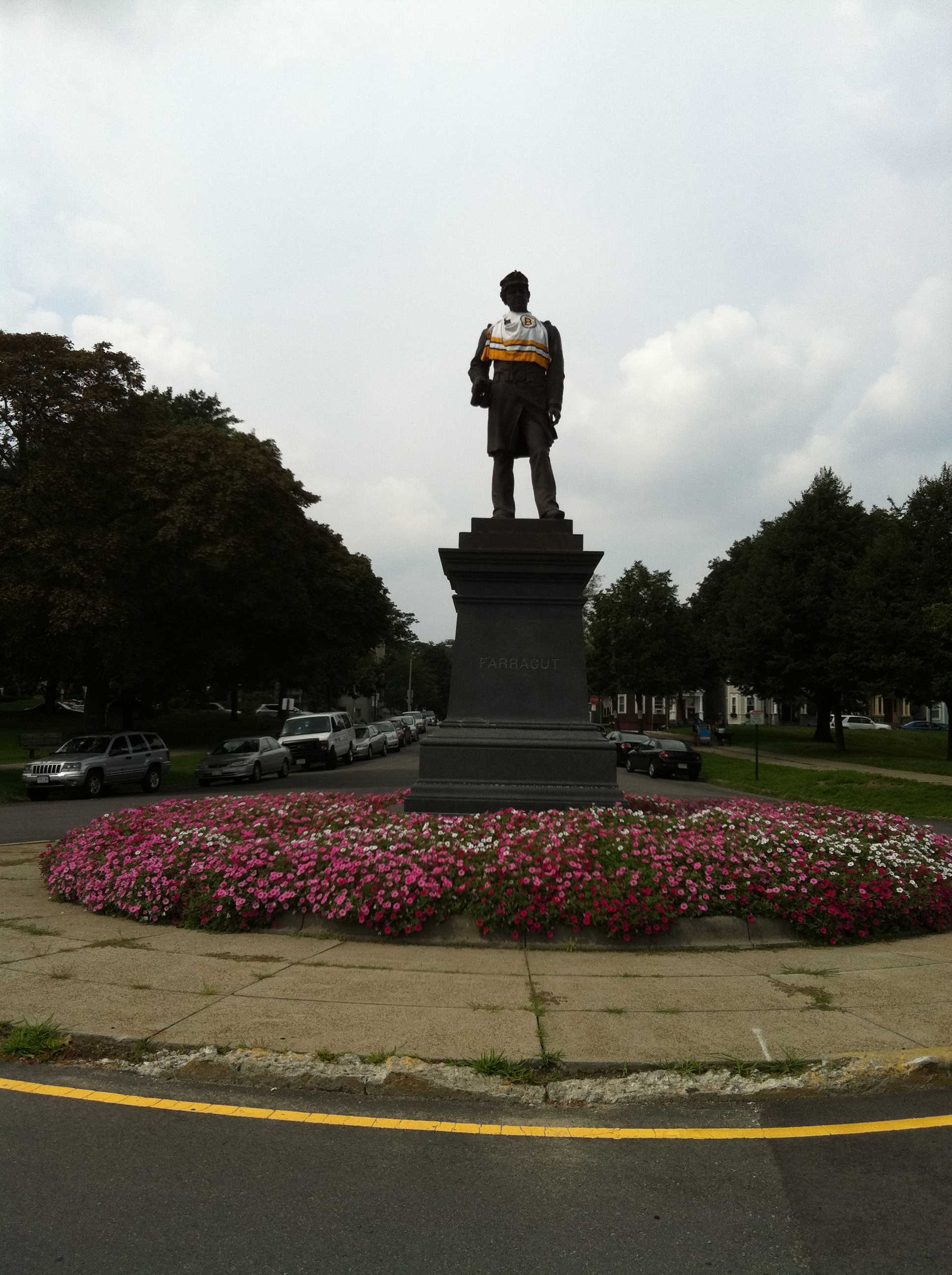
Der Marine Park bei City Point

#### Castle Island, Pleasure Bay, M Street Beach und Carson Beach
Das Fort Independence ist eine Befestigungsanlage in Form eines Fünfecks aus dem 19. Jahrhundert auf Castle Island. Der 22 Acres (ca. 89.000 m²) umfassende Stadtpark ist durch Fußgängerwege und Straßen mit dem Festland verbunden. Die Pleasure Bay bildet gemeinsam mit den Stränden M Street Beach und Carson Beach ein 3 mi (4,83 km) langes Segment von Parkanlagen und Strandbereichen entlang der Küstenlinie der Dorchester Bay auf dem Gebiet von South Boston. Vom Carson Beach aus führt ein durchgängiger Wander- und Radweg von Castle Island bis zur Kennedy Library. Das Fort ist ebenso wie die Insel im National Register of Historic Places eingetragen, wobei die Befestigungsanlage zusätzlich als National Historic Landmark registriert wurde.

#### Dorchester Heights (Thomas Park)
Am höchsten Punkt des Hügels Dorchester Heights befindet sich ein hoch aufragendes Denkmal, das an die Patrioten erinnert, die die britischen Truppen aus Boston vertrieben haben. Der als Oval um den Hügel verlaufende Thomas Park ist sehr beliebt, um die Feuerwerke zu den jährlichen Feiern zum US-amerikanischen Nationalfeiertag am 4. Juli zu beobachten.

#### Medal Of Honor Park (M Street Park)
Zwischen den Straßen M und N befindet sich nördlich des Broadway der M Street Park, der im späten 19. Jahrhundert eine der begehrtesten Adressen in ganz Boston war. Die an der Südseite des Parks stehenden Häuser aus Sandstein sind noch heute eines der besten Beispiele für diesen Architekturstil in Neuengland. Im Park befindet sich das erste errichtete Denkmal an die Veteranen des Vietnamkriegs, in dem alle Namen derjenigen Einwohner von South Boston eingraviert sind, die ihr Leben in diesem Krieg verloren.

## Wirtschaft und Infrastruktur

### Verkehr
In South Boston können die beiden MBTA-Straßenbahnstationen Broadway und Andrew der Red Line genutzt werden. Busse der Silver Line fahren von der South Station und bedienen auch die Nordseite des Stadtteils.

### Öffentliche Einrichtungen
- South Boston Neighborhood House[16]
- South Boston Club[17]
- Zweigstelle der Boston Public Library[18]
- South Boston Community Health Center[19]
- The Paraclete Center[20]
- Tynan Community Center[21]

In South Boston gibt es einige der ältesten Sozialwohnungsprojekte der Vereinigten Staaten, die vom Bostoner Department of Neighborhood Development verwaltet werden. Zu den Objekten gehört unter anderem das 1949 erbaute, 20 Acres (ca. 81.000 m²) umfassende West Broadway.

### Bildung
Die Boston Public Schools betreiben die öffentlichen Schulen auf dem Gebiet des Stadtteils.

#### Öffentliche Schulen
- South Boston Highschool (Grade 9 bis 12)
- James Condon Elementary School (Kindergarten bis Grad 5)
- Joseph P. Tynan School (Kindergarten bis Grad 5)
- Michael J. Perkins School (Kindergarten bis Grad 5)
- Oliver Hazard Perry School (Kindergarten bis Grad 8)
- UP Academy Charter School of Boston (Grade 6 bis 8)

#### Private Schulen
- St. Peter Academy (Kindergarten bis Grad 8)
- South Boston Catholic Academy (Kindergarten bis Grad 8)
- Julie’s Family Learning Center (Vorschule, Kindergarten, Montessoripädagogik)

#### Kultur- und Sprachschulen
- Szkola Jezyka Polskiego w Bostonie (polnische Sprachschule für Kinder und Jugendliche)
- Wood’s School of Irish Dance

## Persönlichkeiten
- James „Whitey“ Bulger – Bruder von William M. Bulger und verurteilter Anführer des organisierten Verbrechens. Er wurde bis zu seiner Verhaftung am 22. Juni 2011 auf der Liste der zehn am meisten gesuchten Verbrecher des FBI geführt.
- William M. Bulger – ehemaliger Präsident des Senats von Massachusetts sowie der University of Massachusetts
- James Connolly – Leichtathlet und 1896 der erste Olympiasieger der Neuzeit.
- John Cunniff – Eishockey-Coach in der National Hockey League, der als Spieler zwischen 1972 und 1976 in 65 Spielen der World Hockey Association antrat.
- Richard Cushing – Prälat der römisch-katholischen Kirche und Erzbischof des Erzbistums Boston von 1944 bis 1970. Er wurde 1958 zum Kardinal bestimmt.
- John Ferruggio – leitete die Evakuierung des Pan-Am-Flugs 93 im Jahr 1970.[24]
- Michael F. Flaherty – Mitglied des Bostoner Stadtrats und dessen Präsident von 1993 bis 1997.
- Raymond Flynn – Bürgermeister von Boston von 1984 bis 1993 sowie Botschafter der Vereinigten Staaten beim Heiligen Stuhl von 1993 bis 1997.
- Brian Goodman – Regisseur, Schauspieler und Drehbuchautor
- James Healy – Amerikas erster katholischer Bischof mit afrikanischer Abstammung
- Eugene F. Lally – Pionier der Raketenwissenschaften und Entwickler von Raumfahrzeugen am Jet Propulsion Laboratory
- William L. Langer – Historiker, Professor an der Harvard University
- Edward Lawrence Logan – General der Nationalgarde, Politiker und Namensgeber des Logan International Airport
- David Lindsay-Abaire – Dramatiker und Lyriker, Gewinner des Pulitzer-Preises
- Stephen Lynch – Politiker der Demokraten und Mitglied des Repräsentantenhauses der Vereinigten Staaten.
- Michael Patrick MacDonald – Schriftsteller sowie Aktivist gegen Kriminalität und Gewalt
- John William McCormack – Mitglied des Repräsentantenhauses von 1928 bis 1971
- Will McDonough – Sportjournalist für den Boston Globe und TV-Analyst
- Joe Moakley – Mitglied im Kongress und letzter Vorsitzender des United States House Committee on Rules
- Patrick Nee – ehemaliger Gangster, Veteran des Vietnamkriegs und Schriftsteller. Ehemaliger Kumpan von James „Whitey“ Bulger.
- Brian Noonan – Hockeyspieler, gewann den Stanley Cup im Jahr 1994 mit den New York Rangers.
- Kevin Weeks – ehemaliger Gangster und Leutnant von James Bulger
- Patricia Wright – Direktorin des South Boston Action Center

## Rezeption in der Popkultur

### Filme
- Teile des Thrillers The Town – Stadt ohne Gnade (2010) mit Ben Affleck wurden in South Boston gedreht.
- Der Film Gone Baby Gone – Kein Kinderspiel (2007), das Regiedebüt von Ben Affleck, wurde praktisch vollständig in South Boston gedreht.
- Der Film Departed – Unter Feinden (2006) mit Leonardo DiCaprio, Matt Damon, Jack Nicholson und Mark Wahlberg wurde in South Boston gedreht und basiert lose auf dem Leben des verurteilten Verbrechers James J. Bulger.
- In dem Drama Good Will Hunting (1997) ist South Boston die Heimat des fiktionalen Irischamerikaners Will Hunting, der von Matt Damon gespielt wird.
- Der Film Mystic River mit Tim Robbins, Kevin Bacon und Sean Penn wurde teilweise in South Boston gedreht.
- Der Film Der blutige Pfad Gottes spielt teilweise in South Boston.
- Der Film The Verdict – Die Wahrheit und nichts als die Wahrheit (1982) mit Paul Newman spielt in South Boston und wurde auch dort gedreht.
- In der Komödie Nachrichtenfieber – Broadcast News (1987) fällt der Satz: „You’re never gonna leave South Boston and I’m gonna see the whole damn world.“ (deutsch: „Du wirst South Boston nie verlassen und ich werde die ganze verdammte Welt sehen.“).
- Der Film Black Mass (2015) nach dem gleichnamigen Buch behandelt den Gangster James J. Bulger und seine Zusammenarbeit mit dem FBI.

### Fernsehen
- In der Fernsehserie Buffy – Im Bann der Dämonen stammt der von Eliza Dushku gespielte Charakter Faith Lehane aus South Boston.
- In der Serie 30 Rock teilt Julianne Moore in mehreren Episoden aus dem Jahr 2009 in ihrer Rolle mit, sie stamme aus South Boston.
- In der Serie Dexter stammt der von Desmond Harrington gespielte Charakter Joseph Quinn aus South Boston.
- In der Serie Ray Donovan stammt der von Liev Schreiber gespielte Charakter Ray Donovan aus South Boston.[25]

### Bücher
Über den Stadtteil wurde eine Vielzahl von Büchern mit den unterschiedlichsten Themenschwerpunkten geschrieben, darunter The Boston Irish mit politischem Hintergrund, All Souls mit persönlichen Schicksalen, Black Mass über Gangs im Stadtteil sowie That Old Gang of Mine, das sich mit historischen, politischen, sozialen und persönlichen Themen beschäftigt.

### Musik
Die Irisch-Amerikanische Band Dropkick Murphys greift das irische Erbe des Stadtteils regelmäßig in ihren Songs auf, obwohl sich die Gruppe im nahegelegenen Quincy gründete.

### Computerspiele
Der Scout aus dem Online-Spiel Team Fortress 2 grüßt aus South Boston. Im Spiel Medal of Honor (2010) stammt Voodoo aus South Boston, was vor allem an seinem Akzent zu erkennen ist.